# 寺崎泉
寺崎 泉（てらさき いずみ、1971年10月12日 - ）は、日本のAV女優。こずプロ所属。

## 略歴
新潟県出身。1990年にAVデビュー。デビュー前はピンサロ嬢だったこともありフェラチオに定評があった。1991年に引退。
2013年5月、22年振りにAVに復帰。

## 人物
異なるプロフィールがいくつかある。
- 「いずみちゃんグラフティー」（1990年）のケース裏面のプロフィールでは、生年月日:1969年4月6日、T:162、B:80・W:58・H:85、血液型:O型、出身地:仙台としている[2]。
- 「好きこそモノの上手舐め」（1990年）のケース裏面のプロフィールでは、生年月日:1969年4月6日、T:163、B:80・W:58・H:85、血液型:B型、出身地:東京としている[3]。
- FANZAプロフィールでは、生年月日:1971年4月6日、T:162、B:83・W:63・H:89、血液型:B型としている[4]。
- XCITYプロフィールでは、生年月日:1971年10月12日、T:162、B:83(B-70)・W:63・H:89、血液型:O型、出身地:新潟県としている[5]。

趣味:カラオケ（杏里、松田聖子）、カー・ツーリング。
特技:フェラ。

## 出演作品

### アダルトビデオ（AVデビューから復帰まで）
1990年
- 真性本番 いずみちゃんグラフティー（クリスタル映像 SC-25）※「大型新人本番デビュー」との表記あり [2]
- いずみのまんぐり返し（9月14日、アリスJAPAN）
- 好きこそモノの上手舐め（7月25日、VIP）
- 若奥様のふんどし（8月24日、ロコ）
- 5000本の女（10月20日、EVE）
- 痴漢ヌレヌレ通学電車 五島めぐ 寺崎泉 小泉ちひろ（10月25日、二見書房）全3名
- フルメタルランジェリー（10月30日、HRC）
- 見えない粘着糸（11月1日、クリスタル映像 SC-69）
- どっくん10連発! ぺろりん姫 その後のピンサロ嬢…（12月13日、クリスタル映像 SC-83）
- 淫獣たちの聖夜 樹まり子・小沢奈美・朝比奈樹里・寺崎泉 ほか（12月17日、ロイヤルアート DP-26）全5名
- 咥えるものは救われる（現映社 PA-026）
- 凄絶砂丘でFUCK 寺崎泉の赤裸々な告白（ステラ STV-1022）
- 顔面シャワーエレクト 10 PART.12（クリスタル映像 CS-23）全10名
- ごっくん6連発! がぶり姫 熱棒あそび 寺崎泉（クリスタル映像 SC-40）
- BIZARRE CONFESSIONS 2（THE CIRCUS CVX-202）
- 淫乱ハウスメイド 絶頂（せいふく舎 SE-98）
- 坊やパフパフしてあげる（アイダス TW-1002）
- 奴隷微の泉（KUKI QX112）
- ザ・聖触鬼 真夜中の晩餐（ロイヤルアート P-115）
- 喰珍坊バンザイ（日本アールエムシー MY-009）
- スーパーエクスタシー5　パート2（せいふく舎 SE-118）全5名

1991年
- 奇妙な果実（1月9日、V&Rプランニング）
- ジーザス栗と栗鼠スーパースタースペシャル 寺崎泉（1月26日、V&Rプランニング）
- 阿修羅 4 激の章（2月15日、アトラス21）
- 突貫ドカレイパー 引き裂かれた「ミニスカ」（3月13日、V&Rプランニング）
- いんらんパフォーマンス 寺崎泉の本気じるし（3月15日、アテナ映像）
- VIP SPECIAL 4 浅井理恵・中山美里・寺崎泉（3月22日、VIP）全3名
- 愛の後始末 〜さよならはビデオのあとで〜（3月29日、シネマジック）
- レイプ狂い 監禁（4月12日、アリスJAPAN）
- 朝まで生ビデオ 寺崎泉 みずきつばさ 原田友紀（4月12日、ロコ）全3名
- 絶頂への道 寺崎泉（4月15日、ヴェスコインターナショナル MAS-016）
- わたし結婚します（4月25日、クリスタル映像）
- おしゃぶり好きな天使たち（7月5日、コスミック出版 CV-1054）全11名
- ルームナンバー0（8月19日、五番館）
- 新口唇暴力 紺野ありさ 高野寛子 秋山美緒 寺崎泉 ほか（8月26日、V&Rプランニング SP-155）
- 新口唇暴力 2 寺崎泉 小田切まゆ 水城瞳 ほか（12月15日、V&Rプランニング SP-168）
- ハレンチ図鑑 連射スペシャル 大狂乱5人娘！！ 寺崎泉・小泉ちひろ・小暮千絵 他（12月、アイダス HM-504）全5名 ※「おしゃぶり曼陀羅」を再編集したもの
- アイダス連射スペシャル 1 おしゃぶり曼陀羅 寺崎泉・小泉ちひろ・小暮千絵 他（アイダス TB-1022）全5名
- 人間失格 獣（RAC 亜の壱番）
- おしゃぶり桃姫日記（RAC あの13）
- SM全集'91 THE ROPE CONNECTION 11 井上あんり 寺崎泉 早瀬理沙 他（シネマジック VS-164）全7名

1992年
- レイプ狂い8連発！（10月2日、アリスJAPAN KA-1500）全8名
- ジーザス栗と栗鼠スーパースター ウルトラスペシャル（10月26日、V＆R PLANNING）全13名
- デカ尻に注射器（12月18日、アルテック）全5名
- 夢のはてまでも 寺崎泉（パンプキン・ハウス）

1993年
- Pix by CINEMAGIC 2 いきなりクライマックス 中原絵美・露木陽子・成瀬るみ・寺崎泉 他（8月30日、大洋図書）＊石川欣監督のハイライトシーン回顧集
- 悩殺の媚笑（9月、TPS）

1998年
- 口唇伝説（1月1日、メディアバンク MBV-005）VHS 全16名

2000年
- 口唇伝説（8月31日、メディアバンク ARD-009）DVD 全25名

2001年
- お宝ガールズ '91～'95（9月6日、クリスタル映像）全20名
- ぶっかけ王 ガチンコ 150発！（12月21日、V＆R PLANNING）全15名

2005年
- アリス・メモリアル 1991（10月14日、アリスJAPAN）全4名

2007年
- 寺崎泉 Memories（12月25日、ロイヤルアート）

発売年不明
- 大胆無敵 4 寺崎泉 浅間夕子（リイド社 LV-1049）VHS
- 思いっ切り淫乱（ZETT PLANNING ALM-010）VHS
- 超絶頂伝説 2 過激レイプ編（まんかい30 MKS-002）VHS 全30名

### アダルトビデオ（復帰後）
2013年
- 伝説のピンサロ嬢 寺崎泉 復活（5月13日、溜池ゴロー）※復帰作
- 濃厚おしゃぶり ピンサロおばさん（6月13日、溜池ゴロー）
- 母子交尾 【日光路】（8月8日、ルビー）
- 息子の交尾を覗いて濡れる母親 寺崎泉 小久保円花（9月17日、ソルト・ペッパー）
- 近親乱交 2 義母の過去と嫁の秘密。 寺崎泉 羽田希（9月20日、クリスタル映像）
- 八○子在住・窃盗癖のある◯児教育の家庭教師をレイプ 格差社会の片隅で生まれたレイプ事件・懇親のドキュメント（9月25日、グローバルメディアエンタテインメント）全4名
- セックスカウンセラー 寺崎泉の性感クリニック 矢部寿恵 寺崎泉（9月25日、Mellow Moon）
- 熟々 いやらしい女のいる家 9 〜淫乱劇画作家の性癖〜 矢部寿恵 寺崎泉（9月25日、Mellow Moon）
- たびじ 水着の母（9月26日、タカラ映像）
- すぐに破れるコンドーム×寺崎泉（9月27日、EROTICA）
- 昭和ロマンチカ（10月18日、メディアブランド）
- 奇跡の美魔女 四十一歳 復活!フェラ女王いずみ（10月25日、Mellow Moon）
- 本番ロマンチカ（10月26日、メディアアーツ）
- 幼稚園に子供を送った後のママ友立ち話終了後一人になった所をお声かけ! 子育てに忙しい素人奥様にお願いしてセンズリ見てもらいました（12月6日、ドッグイア）全10名
- 昭和禁断秘話 〜出征前夜 私は息子を抱きました〜（12月6日、オルガ）
- 義母のブラが浮いています（12月12日、タカラ映像）
- 親戚のおばさんに筆おろしされた僕。 7 寺崎泉 米崎真理 北条麻妃（12月13日、LEO）全3名
- 非日常的悶絶遊戯 第百八十三章 ハイミスOL、泉の場合（12月13日、AVS Collector's）
- 夫には見せない別の顔 誘惑妻（12月13日、なでしこ）
- 美人魔女 02 いずみ 41歳（12月25日、美人魔女）

2014年
- 断りきれない美人ママ（1月1日、カマタ映像）
- 結婚20年目、2児の母 子育てを終え職場復帰しましたが、被虐願望を抑えられません。私を旅先で穢して下さい。寺崎泉（仮名）41歳（1月1日、山と空）
- 男漁りを目的にマッサージに通う人妻たち 5時間の記録（1月4日、ドッグイア）全11名
- エロくて綺麗な僕のママ（1月29日、ドリームステージエンタテインメント）
- 超本格官能近親エロ絵巻 お義母さん、にょっ女房よりずっといいよ…（2月27日、タカラ映像）
- 母親失格、家庭崩壊。心身ともに息子に支配された母親たち 横山みれい 寺崎泉 天野小雪（3月13日、タカラ映像）全3名
- 淫乱メイドの逆セクハラご奉仕 友田彩也香 寺崎泉 横山夏希（3月25日、AVS Collector's）全3名
- 避暑地の別荘で優雅に時を過ごす有閑マダムに青姦中出しナンパ!!（4月4日、ドッグイア）全5名
- 完全撮り下ろし!! 美熟女トイレオナニーコレクション 25人4時間30分（4月25日、Mellow Moon）全25名
- 四十路マダム 41（5月9日、クリスタル映像）全4名
- オンナとして成熟しきった親友の母親の裸に触れた息子の友人はイケない事と知りつつもチ○ポを勃起させて「禁断の人妻中出しSEX」してしまうのか！？（5月22日、SODクリエイト）
- 中高年夫婦の性生活 2 27年間、週3回の性交回数を続けています/48手で楽しむ性生活の知恵（6月13日、FAプロ）全6名

- 相互干渉系背徳相姦エロ艶劇 実母の欲望 同居する継母に負けじと熟れた肢体で息子を魅了する美人実母（7月10日、タカラ映像）共演:音無かおり
- 相互干渉系背徳相姦エロ艶劇 継母の欲望 同居する実母に対抗し艶やかな肉体で息子を翻弄する美人継母（7月24日、タカラ映像）主演:音無かおり
- 喪服未亡人 あなた許して… 犯され性奴隷となる人妻 5（7月25日、なでしこ）
- 絶対に僕から視線を外さない母さんの愛欲セックス（8月14日、センタービレッジ）
- 美人妻と隣の奥様の秘め事 美熟女レズビアン 3 少し暇を持て余すセレブな私は欲求不満な隠れレズビアン。チ○ポよりオマ○コから垂れる愛液の方がお好き! 寺崎泉 翔田千里（9月5日、ジャネス）
- 熟女さまの舌舐めずり（9月5日、ワープエンタテインメント）
- 性感 レズエステ 10 欲求不満人妻編（9月19日、クリスタル映像）全5名
- 青空失禁!! おもらし母（9月25日、センタービレッジ）
- 人妻は夫が隣にいるのに寝取られるスリルにオマ○コが疼きすぎて俺のチ○コを欲しがるので辛抱たまらん!!（9月26日、なでしこ）
- 断りきれない美人ママ総集編 2（10月3日、カマタ映像）全4名
- 異常性欲 近親熟女レズ 2 私、なんでこんなにオマ○コ濡れているの!?チ○ポしか知らない私は姉のレズ行為に思わず発情し虜となってしまいました 寺崎泉 翔田千里（10月10日、なでしこ）
- ジーザス栗と栗鼠スーパースタースペシャル 樹まり子 寺崎泉（10月10日、V&R PRODUCE）※復刻リクエスト
- 不倫 妻が夫に嘘をつく時 ①昼顔の妻 午後2時の恋人たち ②夫に嘘をつき 兄貴と関係を続ける妹 寺崎泉 篠宮奈津子（10月13日、FAプロ）
- 本当にあった!! 完熟生保レディの中出し契約テクニック（10月30日、センタービレッジ）
- 非日常的悶絶コレクション 第十六集（11月13日、AVS Collector's）全14名
- ヘンリー塚本のセックスのすすめ 太く硬く長い挿入篇（11月13日、FAプロ）全5名
- お義母さん、にょっ女房よりずっといいよ… よりぬきスーパーベスト8時間 2（11月13日、タカラ映像）全8名
- SEXは熟女のほうがウマいに決まってる。（11月19日、乱丸）
- 義理の母は伝説のピンサロ嬢（11月25日、セレブの友）
- 二人の母親!! 俺の母と義母が修羅場すぎて困ってます!! 音無かおり 寺崎泉（12月11日、タカラ映像）
- 昭和の性犯罪史 山●県「熟女王蜂」監禁レイプ事件 寺崎泉 七海ひさ代（12月25日、グローバルメディアエンタテインメント）

2015年
- 熟舌愛撫 丁寧語で責める超ベロ舐めまくり淑女とSEX（1月9日、ワープエンタテインメント）
- あ〜、すっごい下品な接吻と尺八がしたいわ〜（1月19日、ドグマ）
- 美熟女4時間 どんなチ○ポもタタせます SEXカウンセラー ベスト（1月25日、Mellow Moon）全7名
- みょうに色っぽい喪服未亡人にチ○ポが反応してしまった俺。無理矢理手コキをさせてやったら、ビンビンに勃起したチ○ポを上下にシコシコとシゴく手つきが超エロい!（1月30日、ジャネス）全5名
- 見てはならないのぞきの穴 女房が男とはまる!/娘が親父にはめられる!/嫁が兄貴とはまる!/母（おふくろ）が爺様とはまってる!（2月13日、FAプロ）全4名
- 喪服未亡人のフェロモンにムラムラした俺は突然ビンビンに勃起したチ○ポを押しつけてやった。拒みながらもハァハァと意外に感じる彼女に辛抱たまらず大量ザーメンを発射しちゃいました!（2月19日、設定思考）全5名
- 完熟マダムPREMIUM 8時間 3（3月6日、クリスタル映像）全23名
- 喪服に黒パンストがソソる未亡人に思わずチ○ポがピンコ勃ち！難癖をつけてチ○ポを押し付けてやったら拒みながらも「ハァハァ」と発情するものだから辛抱たまらずレイプしてやった！（3月8日、AMORE）全5名
- 熟した喪服美人が色気ムンムンすぎて辛抱たまらん! いきなり勃起した俺のチ●ポを見せつけオナニーを強要したら、マン汁垂らしてイキまくるので思わず顔射してやった!!（3月15日、ジャネス）全5名
- 超★四十路マダム 8時間 DX 2（4月17日、クリスタル映像）全16名
- 痴女 男を誘う女の目 寺崎泉 こずえまき 夏目葵（5月1日、FAプロ・プラチナ）全3名
- 一流のおば様ナンパ セレブ美熟女中出しJAPAN 15（6月10日、ホットエンターテイメント）
- セックスの匂いがする 熟女と中年女（6月13日、FAプロ・プラチナ）全4名
- 喪服の黒パンストに性的興奮がエスカレート！無理矢理勃起したチ○ポを押し付けたら「イヤッ」と言いながらも感じてたので辛抱たまらずヤッちゃいました！（6月30日、ラハイナ東海/人妻倶楽部）全5名
- 義母狂い 寺崎泉 藤堂由香里（8月1日、FAプロ・プラチナ）
- 人妻たちのマン汁オナニーがヤバすぎる ！！ マ○コをイジる姿がイヤらしくて思わずチ○ポ勃起！俺のセンズリ見せつけドピュ！！ 4（8月11日、ラハイナ東海）全7名
- 絶対に僕から視線を外さない母さんの愛欲セックス DX 2（9月3日、センタービレッジ）全11名
- 勃ちっぱなしな早漏クンとニヤけっぱなしのビッチ魔女 4じかん。（9月4日、ワープエンタテインメント）全9名
- 喪服姿がエロすぎて「ヤメテ、不謹慎だわ…」と言いながらもマン汁をベトベトにして色々なチ○ポで犯され中出しされる未亡人 3 寺崎泉（9月15日、ジャネス）
- 素晴らし過ぎる美女レズ。 ガチで綺麗なお姉さん達が唾液交換濃厚キスで発情しながらイキまくる！ 24人のレズバトル4時間（9月25日、ビッグモーカル）全24名
- 美魔女なセレブ妻は真性レズビアン 友人の奥様（ノンケ）をレズセックスの虜にさせるメスマ○コ！（10月1日、スタイルアート）全10名
- 昭和官能ポルノ大全集 第二章（10月9日、オルガ）全11名
- 熟れた女の異常な性欲20人（10月25日、Mellow Moon）全20名
- いけないとわかっていてもオマ○コ舐めたいんです！昼顔夫人にレズられ断わりきれないママ友（ノンケ）は自分でも信じられないくらい相互クンニでイキまくっちゃいました！！（10月30日、ジャネス）全10名
- 高画質 人気女優がイキまくる! クンニ絶頂300連発 16時間（11月19日、ROOKIE）全208名
- 無理やり犯されているのに濡れ濡れ…、夫以外とのセックスで感じてしまう人妻を虜にするレイプの魅力。12人4時間（11月25日、ビッグモーカル）全12名
- 意識がブッ飛ぶ串刺しハード3P 8時間（12月19日、乱丸）全60名

2016年
- 禁断の姉妹レズビアン 「ああ、そこ感じる～泉！やめないで…」家族の一線を越えて舌を絡ませオマ●コを舐め合う近親な関係 2 寺崎泉 翔田千里（1月30日、ジャネス）
- ヘンリー塚本の世界 母（おふくろ）三部作 男グセの悪い女 みみず千匹 ブス女・スケベ女は名器の穴（3月25日、FAプロ・プラチナ）全10名
- 昼顔夫人は旦那が近くにいるのに他人チ○ポを寝取るスリルに興奮しすぎてマン汁が止まらない！（6月24日、なでしこ）全5名
- 誰かとセックスしたくてしょうがない欲求不満妻は旦那が隣にいるのに僕を誘惑してバレないようにその場で挿入しちゃうんです（6月30日、ジャネス）全5名
- 手コキで逆痴漢する美人妻たちは射精するまで許してくれないんです… 声の出せない状況で公然逆わいせつ手淫！！（7月15日、未来 フューチャー）全5名
- ヘンリー塚本 隣の部屋のイヤラシイ声 お○んこいい！（9月13日、FAプロ・プラチナ）全4名
- 指オナニーでセンズリサポートするドスケベ奥様 間男の視線はグチョグチョま○こに釘付け！ ザーメンが溜まりすぎてて思わず顔射しちゃいました！！ 寺崎泉 小早川怜子 澤村レイコ 北条麻妃（9月25日、未来 フューチャー）全4名
- 「もう、奥さんたら！」ママ友だからと油断してたらレズられちゃった！近所の奥様（ノンケ）のオマ○コにレズビアン妻の性欲が発情！！ 2 寺崎泉 翔田千里（9月27日、ラハイナ東海/レズ倶楽部）
- ヘンリー塚本 スケベでエロい 五十路の美魔女（10月13日、FAプロ・プラチナ）全5名
- 双頭ディルドでオマ○コぐしょ濡れにする人妻たち 家族の目を盗んでいつでもズコズコどこでもイキッぱなしの240分（10月19日、スタイルアート）全20名
- 夫の隣で寝取らせた不倫妻 チ○ポを激ピストンで突っ込まれ、声を抑えながらイキまくる奥様たち 極限のスリルに熟したオマ○コもびっしょり濡れまくり！！（10月28日、なでしこ）全5名
- 人妻姉妹レズビアンたちの相互オーガズム 一度やったら止められない、双頭ディルドプレイ！オマ○コにズボズボ入れて溜まった性欲を解消するんです！！（10月28日、なでしこ）全10名
- 旦那の近くでフェラチオ逆痴漢する痴妻に大興奮！ イヤらしい口マ○コでしゃぶられ金玉は精子でパンパン！唾液まみれの勃起チ○ポからザーメンを吸いつくす女たち（10月30日、未来 フューチャー）全5名
- 人妻姉妹レズクンニの虜 真性レズにオマ○コを舌でかき回されアヘ顔でイキまくるノンケな妹（11月25日、なでしこ）全10名
- 不倫 五十路女篇（11月25日、FAプロ・プラチナ）全5名

2017年
- 人妻たちのイカせレズ 4時間（双頭ディルド編） 旦那の留守にノンケ妻のオマ○コをズボズボする真性レズビアン妻たち！！（1月27日、なでしこ）全20名
- 近親レズビアン あなたにチ○ポでは味わえない事教えてあげる！双頭ディルドレズセックス！ズッポリ根元まで挿入しイキまくる姉妹たち！！（1月31日、ジャネス）全10名
- 美熟女SEXカウンセラー 15人 4時間 ベスト どんなチ○ポもタタせます（9月25日、Mellow Moon）全15名
- 昭和の田舎村で起きた性犯罪史レイプ（12月8日、なでしこ）全9名

2018年
- 濃厚交尾 子宮まで激しく貫き中出しされた美熟女13人（9月14日、なでしこ）全13名
- 昭和の暗黒文化史（9月19日、熟道/エマニエル）全4名
- 変態熟女 狂乱の性癖全12章（10月19日、ヘンリー塚本/FAプロ）全10名

2019年
- ベロい接吻（4月26日、ドリームチケット）全10名

2020年
- 「おばさんのカラダで勃起しちゃったの？」3挑発的すぎる豊満なカラダがたまらないドエロおばさんに主導権とムスコをにぎられ、なすがまま生でヌプッ！！たっぷたぷの中出し白濁オツユがお尻まで垂れちゃうからチ●ポはまだまだ抜かないでっ！！（7月10日、LEO）全8名

2021年
- いまだに現役ヤリマンママの息子喰い（5月25日、熟女画報社）全10名

2022年
- 夏の昭和の物語 戦時・戦後を生きる女たちの生々しい性物語 10人 4時間（8月23日、グローバルメディアエンタテインメント）全10名

2023年
- 傑作 女の股ぐら事情 2 寺崎泉 黒木小夜子 加藤なお（5月25日、FAプロ）全3名
- 夫の仏前で男二人に犯●れる未亡人三人のセックス150分 寺崎泉 松本まりな 松嶋友里恵（5月30日、マザー）全3名

2024年
- もしもレジェンド女優がレズビアンになったらPART2 255分（3月31日、マザー）全4名
- 衝撃の人妻レ●プ 驚愕の白昼強●劇！！ 凶悪男に犯●れ悶え泣く女たち 7人4時間（5月14日、なでしこ）全7名
- 美熟女ベスト寺崎泉 4時間 美脚スレンダーマドンナ（6月11日、Mellow Moon）

### ネット配信
- 美人魔女02 いずみ 41歳（2013年12月25日、美人魔女）
- 泉 41歳（2013年12月27日、人妻パラダイス）
- いずみ（2013年12月28日、熟女市場）
- いずみ（2019年4月3日、Beauty）
- いずみ（2021年2月23日、淫熟エロマダム）
- IZUMI（2022年6月4日、A子さん）

### 映画
- 若奥様不倫 わいせつ名器（1991年4月12日公開、エクセス）監督:神野太 主演:寺崎泉 共演:小泉ちひろ - 1998年「人妻名器 不倫絶頂」に改題し、リバイバル公開 [6][7]

### ゲーム
- THE・野球拳 パート11（NEWジャトレ）共演:滝沢薔、加山なつ子、麻宮千聖 ※アーケードゲーム
- THE野球拳 コンパニオン編（NEWジャトレ）共演:滝沢薔、加山なつ子、麻宮千聖

パート11のパソコン版ソフト

## 書籍

### 雑誌
- デラべっぴん 1990年5月号（英知出版）
- Sexy Uniform 制服の挑発（1990年11月25日、司書房）
- ベスト・ランジェリー No.8（1990年12月15日、光彩書房）
- スキンシップ 1990年12月号（日正堂）
- GALSコレクション 1991年1月8日号（少年画報社）
- KISS ME '91上半期名作AV集大成（1991年1月25日、司書房）
- VIDEO PRESS 1991年1月号（ダイアプレス）
- ベストカメラ 1991年1月号（少年画報社）
- 魅惑のランジェリー 1991年3月号（光彩書房）
- ACTRESS 1991年4月号（リイド社）

- スレンダー微乳妻（2015年5月25日、大洋図書）DVD付き
- 超本格官能 人妻絵巻（2015年10月6日、三和出版）

### コミック
- AVギャル初体験物語(2) 林かづき 五島めぐ 早瀬理沙 田中露央沙 桜樹ルイ 寺崎泉（著者:葉月かずお）（1991年4月10日、日本文華社）ISBN 9784821193356